# Claude Viallat
Claude Viallat, né le 18 mai 1936 à Nîmes, est un peintre contemporain français.

## Biographie
Fils et frère de notaire, Claude Viallat grandit à Aubais.
Il a étudié à l'École des beaux-arts de Montpellier de 1955 à 1959, puis à l'École des beaux-arts de Paris de 1962 à 1963, dans l'atelier de Raymond Legueult.
Depuis 1966, il adopte un procédé de peinture à base d'empreintes posées sur toiles libres, sans châssis, qui l'inscrit dans une critique radicale de l'abstraction lyrique et géométrique (dans la technique dite All-over). Cette forme neutre répétée ainsi indéfiniment a engendré un travail sur la couleur unique en son genre. La couleur devenant à la fois l'objet et le sujet central de l'œuvre de Claude Viallat.
En 1969, il est un des membres fondateurs du groupe Supports/Surfaces. Ce mouvement est connu pour créer de nouveaux designs avec des matériaux traditionnels.
Dans ses œuvres récentes[Quand ?], Claude Viallat est revenu à des surfaces planes rectangulaires ou carrées, privilégiant un déchaînement, des éléments constitutifs internes, mettant toujours plus l'accent sur les rapports de densité, d'intensité, de brillance entre les surfaces colorées. Outre le succès grandissant de ses expositions tant en France (au Centre Pompidou en 1982) qu'à l'étranger (Biennale de Venise en 1988), l'artiste a consacré une bonne partie de sa vie à l'enseignement dans les écoles d'art suivantes: Nice, Limoges, Marseille, Nîmes (où il a été directeur de 1979 à 1985), enfin Paris à l'École Nationale Supérieure des Beaux-Arts de Paris. Désormais à la retraite il continue ses recherches exploratoires.
Des références multiples se trouvent revendiquées par l'artiste : Henri Matisse et Picasso mais aussi Simon Hantaï et les américains Jackson Pollock, Sam Francis, Jules Olitski, Morris Louis ou Kenneth Noland. Elles servent à construire une œuvre polymorphe qui intègre également la pratique du dessin figuratif sur le thème de la tauromachie.
Exposant régulièrement à la galerie Jean Fournier à Paris depuis 1968, il est à l'heure actuelle représenté à Paris par la galerie Daniel Templon (depuis 1998), à Saint Étienne, Luxembourg et Genève par la galerie Ceysson & Bénétière (Bernard Ceysson) depuis 2006, à Nîmes par la galerie From Point to Point (depuis 2001), à Rennes par la Galerie Oniris (depuis 1993) et à Montpellier par la galerie Hélène Trintignan. Claude Viallat est aussi représenté à l'étranger, au Japon par Gallery Itsutsuji et à New-York par Leo Castelli Gallery et Chem & Read Gallery.
En 2022, le Musée d'art contemporain de Buenos Aires (MACBA) a célébré son dixième anniversaire avec la première exposition de Claude Viallat en Amérique latine intitulée « Liberté des couleurs ». Le critique d'art argentin Nicolás Isasi décrit "dans cette exposition rétrospective, vous pourrez voir près de 80 œuvres réalisées au cours des dernières décennies par l'éminent artiste français jusqu'au 12 juin prochain. Des toiles géantes, des toiles, des tentes, des rideaux ou des tissus imprimés organisés thématiquement, présentent une idée abstraite de en utilisant la couleur en couches ou en formes simultanées sur de grandes surfaces, trouvant une certaine poésie dans l'interaction d'une œuvre avec une autre."

## Tauromachie
Après un entretien paru dans Midi libre, Claude Viallat explique pourquoi il est aficionado, non seulement pour les corridas, mais pour toutes les formes de tauromachie, en particulier la course camarguaise qu'il a suivie avec passion pendant toute sa jeunesse. Il a notamment produit sur le sujet un livre de bibliophilie : Toros bravos, texte de Jacques Durand, illustrations Claude Viallat, et a réalisé les sérigraphies du tirage de tête de josé tomas, de Ludovic Degroote, aux Editions Unes. Claude Viallat a réalisé les affiches des ferias de Nîmes 1986 et 2008, feria de Vic Fezensac (1999), Saintes Maries-de-la-Mer (22/10/2000), Féria du riz Arles (2011). En 2008, la ville de Nîmes a édité trois livrets sur Claude Viallat. Deux d'entre eux sont consacrés à la tauromachie : « Claude Viallat. Peinture tauromachiques » et « La collection tauromachique de Claude Viallat » exposée au Musée des cultures taurines de Nîmes.
Il collectionne tout ce qui en Bande dessinée, fait apparaitre une image de taureau. C'est à partir de cette collection qu'est réalisée en 2004, par l'association Arte y Toro, l'exposition "L'Encre et la Corne", consacrée à l'image du taureau dans la bande dessinée.
Depuis 2017, le Musée des cultures taurines porte son nom et celui de son épouse Henriette Pous.
Il a deux filles : Claire (épouse Patonnier, critique d'art) et Isabelle (épouse Simonou, également artiste).

## Distinctions

### Décorations
- Chevalier de la Légion d'honneur
- Commandeur de l'ordre des Arts et des Lettres

Claude Viallat est nommé chevalier de l'ordre national de la Légion d'honneur par décret du 22 avril 2011 et commandeur de l'ordre des Arts et des Lettres le 28 mai 1997.

### Prix
- Prix de peinture de la Fondation Simon et Cino del Duca - Institut de France (2006)[21]

## Hommage
La commune du Touquet-Paris-Plage, qui a accueilli les œuvres de Claude Viallat, lui rend hommage en apposant une plaque, avec la signature et les empreintes des mains de l'artiste, sur le sol du jardin des Arts.
En 2023, Guy Lochard réalise le documentaire "Claude Viallat, un peintre dans l’arène" qui retrace la vie de l'artiste,.

## Collections publiques
- Musée d'art de Toulon
- Musée des cultures taurines de Nîmes
- Église Notre-Dame-des-Sablons d'Aigues-Mortes, vitraux (1991)
- Musée Pierre-André-Benoit, Alès
- Carré d'Art - musée d'art contemporain, Nîmes
- Lambris[24] pour le Centre hospitalier universitaire de Liège, sérigraphie sur panneaux d'acier émaillé vitrifié, chaque panneau : h. 103, l. 200 cm, 1978-1985, collection du Musée en plein air du Sart Tilman (Université de Liège).
- Fonds municipal d'art contemporain de la Ville de Paris acquis en 2002
- Musée d'Arts de Nantes

## Publications (écrits, illustrations)
Textes
- Claude Viallat, « Fragments », dans Acte du colloques "Geste. Image. Parole.", Université de Saint-Étienne, CIEREC, 1976, p. 53-153 repris in Pierre Wat, Claude Viallat (2006), p. 129-147.
- Claude Viallat, Suite, Paris, éditions Jannink, 1992, 48 p. (ISBN 2-902462-15-8)

Illustrations
- Claude Minière (ill. Claude Viallat), Course libre, Montpellier, Cadex, 1988, 53 p. (ISBN 2-905910-08-9)
- Jacques Durand (ill. Claude Viallat), Toros Bravos, éditions Jannink, 2001, 48 p. (ISBN 978-2-902462-70-4)
- Claude Viallat et Alain Montcouquiol, Tauromachie, t. 1 : Paso del toro, Saint-Étienne, France, Cahiers intempestifs, 2004, 114 p. (ISBN 978-2-911698-26-2)
- Claude Viallat & Jean-Michel Mariou & Alain Montcouquiol TORO ! MIRA ! 2009, Tarabuste Ed.
- 100 exemplaires signés et numérotés, tirage lithographique.
- Jacques Durand (ill. Claude Viallat), Toros, La Tauromachie dans l'art populaire, éditions Gaussen, 2010
- Gilbert Lascault (ill.Claude Viallat), Le Taureau comme une férocité farouche, 2014, Tarabuste Ed.  (ISBN 978-284587-292-9)
- Ludovic Degroote (ill. Claude Viallat), José tomas, éditions Unes, 2014
- Claude Viallat, estampe pour le 14e Prix Jacques-Goddet (Trophée Carrefour), 2018
- Julien Blaine (ill. Claude Viallat), De quelques tombeaux, éd. Artgo & Cie (2018).

### Monographie (par ordre chronologique de parution)
- Albert Ayme, N+1. Variations sur un empreinte de Viallat, 1984, Paris, Éditions Traversière, 1987
- Christian Skimao, Claude Viallat, éditions Demaistre, 1995
- Christian Prigent, Viallat. La main perdue, Metz, Éd. Metz Musées de la Cour d'Or, 1996, 173 p. (ISBN 2-9508288-4-1)
- Jean-Charles Lebahar, Claude Viallat. Une issue à travers le mur, Paris, Au même titre, 1999
- Claude Minière, Claude Viallat, Paris, Fall, 1999
- B. Ceysson, Claude Viallat. Un livre, Vence, Château de Villeneuve, 2000
- Claude Viallat, 2000, Editions Daniel Templon[25]
- (it) L. Barbero et A. Maggi, Claude Viallat, Bergame, Charta Galleria Fumagalli, 2003
- Pierre Wat, Claude Viallat, Paris, éditions Hazan, 2006, 159 p. (ISBN 2-85025-989-6)
- Jacques Maigne, Conversations avec Claude Viallat, éditions atelier baie, 2009
- Raphaël Monticelli, Claude Viallat, une renversante humilité, éditions de la Diane française, 2012
- Michel Natier et Philippe Pigue, Claude Viallat : peintures et objets, Louviers/Rouen, Point de vues et musée de Louviers, 2012, 60 p. (ISBN 978-2-915548-69-3)
- (de) Silke von Berswordt-Wallrabe, Claude Viallat. Der Stoff der Malerei / Grounds for Painting, Cologne, 2014 (ISBN 978-3-86335-397-1)

### Catalogues d'exposition (sélection)
- Catalogue de l'exposition à la galerie Jean Fournier, Paris (1971)
- Catalogue de l'exposition au Musée d'art et d'industrie de Saint-Étienne (1974)
- Catalogue de l'exposition au Musée national d'art moderne, centre Georges Pompidou (1982)
- Catalogue de l'exposition à la galerie Kamakora, Tokyo (1985)
- Catalogue de l'exposition à la Biennale de Venise (1988)
- Catalogue de l'exposition au Museum Moderner Kunst Stiftung Ludwig (1994)
- Catalogue de l'exposition à la galerie Daniel Templon, Paris (1998)
- Catalogue de l'exposition "Peinture, Cerceaux & Toros" au musée de l'Hospice st Roch-Issoudun (2012) Tarabuste Ed.  (ISBN 978-2-84587-246-2)
- Catalogue de l'exposition au musée du Touquet-Paris-Plage / Galerie Nationale de la Principauté d'Andorre (2012) Coll., Claude Viallat, 2012 (ISBN 978-2-9531212-0-9)
- Catalogue de l'exposition au musée de Sens Palais Synodal (2016) "Claude Viallat Hommage à etc."
- Catherine Grenier et Alfred Pacquement "Claude Viallat - Les Années 80" Catalogue de l'exposition à la Galerie Daniel Templon[26]
- Catalogue de l'exposition "Claude Viallat. La Couleur à perte de vue / Cor a perder de vista" à la Casa França-Brasil, Rio de Janeiro (2017)

### Articles
- Claude Minière, « Avoir lieu : l'endroit et le moment », dans Yannick Beaubatie (dir.), Empreintes, Tulle, Mille Source, 2004, p. 221-224
- Philippe Dagen, « Claude Viallat serait-il un peintre paysagiste ? », Le Monde,‎ 8 septembre 2012, p. 19
- Nicolás Isasi « Claude Viallat à Buenos Aires » sur la « Liberté des couleurs », MiráBA, 1er juin 2022, p.58-59
- Henry Périer, « Entretien de Claude Viallat », dans Catalogue de l'exposition Claude Viallat au musée du Touquet-Paris-Plage / Galerie Nationale de la Principauté d'Andorre, 2012

### Divers
- Jacky Siméon, Dictionnaire de la course camarguaise, Vauvert, Au Diable Vauvert, 2013, 142 p. (ISBN 978-2-84626-424-2), p. 131-132

### Filmographie, vidéos
- « Claude Viallat au Musée du Touquet-Paris-Plage », 2012